# 比康阿迪申 (阿肯色州)
比康阿迪申（英語：Beacon Addition）是位於美國阿肯色州本頓縣的一個非建制地區。該地的面積和人口皆未知。

## 地理
比康阿迪申的座標為36°20′00″N 93°59′55″W / 36.33333°N 93.99861°W，而該地的平均海拔高度為米（即英尺）。